# Mike Kopetski
Michael Joseph Kopetski, detto Mike (Pendleton, 27 ottobre 1949), è un politico statunitense, membro della Camera dei Rappresentanti per lo stato dell'Oregon dal 1991 al 1995.

## Biografia
Nato a Pendleton, dopo gli studi Kopetski entrò in politica con il Partito Democratico e nel 1985 fu eletto all'interno della Camera dei rappresentanti dell'Oregon.
Dopo aver tentato infruttuosamente di farsi eleggere alla Camera dei Rappresentanti nazionale nel 1982, si ripresentò alle elezioni nel 1988 e perse di misura contro il deputato repubblicano in carica Denny Smith. Due anni dopo, nel 1990, Kopetski si candidò nuovamente contro Smith e questa volta riuscì a sconfiggerlo, divenendo deputato.
Riconfermato nel 1992, decise di non richiedere un nuovo mandato nel 1994 e lasciò così il Congresso.